# Roman Pilar
Roman Pilar (Baron Romuald Ludwig Pilar von Pilchau) (russisch Роман Александрович Пилляр - Roman Alexandrowitsch Pilljar); (* 1894 oder 1895 in Wilna, Litauen; † 2. September 1937 in Kommunarka, Moskauer Oblast, Hinrichtung durch Erschießen) war ein Mitglied der Tscheka-GPU-OGPU-NKWD.

## Leben

### Geburt, Herkunft und Ausbildung
Roman Pilar wurde laut Quellen 1894 oder 1895 in Wilna im heutigen Litauen geboren als Sohn von Adolph Alexander (Adolph Stanislawowič) Pilar von Pilchau, der aus dem Stammhaus des deutschbaltischen Adelsgeschlechtes Pilar von Pilchau stammte, und seiner, Ehefrau, Helena Joanna Krywiec. Laut genealogischen Quellen war die väterliche Großmutter von Roman Pilar, Zofia Januszewska, die Schwester von Helena Januszewska, verheiratete Dzierżyńska, die Mutter von Feliks Dzierżyński, Gründer der Tscheka auf Anweisung Lenins. Die Schwestern Januszewska waren Töchter des Professors am Eisenbahn-Institut in St. Petersburg, Ignacy Januszewski und seiner, Frau, Kazimiera geb. Zabielska.
Seit seiner Jugend hat Roman Pilar den Kontakt mit seinen Eltern abgebrochen.
Er besuchte die Gymnasien in Wilna vom September 1905 bis August 1910, in Zürich (Schweiz) August 1910 bis September 1911 und Kuressaare - Arensburg / Ösel (Livland) und nach der Evakuierung wegen des Ersten Weltkrieges in Danilow, Gouvernement Jaroslawl vom September 1911 bis März 1917. Als Kursant (Offiziersanwärter) besuchte er eine Militärbildungsanstalt in Moskau vom August bis zum Oktober 1917.

### KP-Parteimitgliedschaft und Politischer Werdegang
Er war Mitglied der Sozialdemokratischen Arbeiterpartei Russlands (SDAPR - РСДРП) von 1914 bis 1917 und seit Juli 1918 Mitglied der Kommunistischen Partei Litauens und Mitglied des Zentralkomitees der Kommunistischen Partei Litauens.
Seit März 1917, also zur Zeit der Februarrevolution, bis zum August 1917 war er Sekretär des Danilower Bauernsowjets im Gouvernement Jaroslawl. Danach bis zum Oktober 1917 kurzer Wechsel nach Moskau, wo er bis zum Oktober an einer Moskauer Militärbildungsanstalt Kursant (Offiziersanwärter) war.
Nach seinem Abbruch seiner Militärausbildung im Oktober 1917 und Ausbruch der Oktober/November-Revolution unter Lenin in Russland ging er, um im politischen Untergrund auf der Insel Ösel zu wirken, wo er verhaftet wurde und sich bis zum April 1918 in Haft befand. Sein Verwandter aus dem in Livland ansässigen Hause Audern-Walk der Pilar von Pilchau Familie, Adolf Konstantin Jakob Pilar von Pilchau, war Mitbegründer des Vereinigten Baltischen Herzogtums, das am 12. April 1918 ausgerufen wurde.
Nachdem er aus der Haft auf Ösel entkam, ging er in das vom deutschen Heer besetzte Litauen, wo er mit revolutionärer Untergrundsarbeit bis zum Januar 1919 in Wilna tätig war sowie auch Mitglied des Stadtkomitees der KP Litauens und Weißrusslands war. Im Januar 1919 war er auch in den Kämpfen mit den Polnischen Legionären verwickelt, wo er versuchte, die Räumlichkeiten der Arbeitervertretung in Wilna zu verteidigen. Bei dieser Auseinandersetzung versuchte er Selbstmord zu begehen und blieb nur durch Zufall am Leben, da die Kugel in die Lunge ging und er ins Krankenhaus gebracht wurde.
Von Februar bis April 1919 war er Sekretär des Präsidiums des Zentralen Exekutivkomitees der Litauischen – Weißrussischen Republik. Nach der Niederlage der Sowjetmacht im Polnisch-Sowjetischen Krieg wurde er erneut verhaftet und saß bis Januar 1920 in Wilna im Gefängnis, als er in einem Gefangenenaustausch befreit wurde. Nach seiner Entlassung aus polnischer Gefangenschaft wurde er bis Mai 1920 Stellvertretender Vorsitzender des Volkskommissariats für auswärtige Angelegenheiten der RSFSR im Bereich Austausch politischer Gefangener mit Polen.

### In den Organen der Tscheka und UdSSR-Staatssicherheit
Von Mai bis Oktober 1920 war er in der militärischen Konterspionage (Sonderabteilung - Особый Отдел) der Tscheka. Um die politische und militärische Zuverlässigkeit der Roten Armee im Russischen Bürgerkrieg sowie im Polnisch-Sowjetischen Krieg zu gewährleisten, wurden Mitarbeiter der Tscheka in die Rote Armee eingesetzt. Im Kalten Krieg war diese Einrichtung besser bekannt als die 3. Hauptverwaltung des KGB. Aus der gleichen Begründung stammt die Institution des Politoffiziers in der Roten und späteren Sowjetarmee. Danach bis zum Februar 1921 war er im politischen Untergrund in Oberschlesien (Deutschland) tätig.
Am 16. März 1921 wurde er als Leiter der 15. Sonderabteilung der militärischen Konterspionage der Tscheka (нач. 15-го спецотделения ОО ВЧК) ernannt. Diese Stellung hatte er inne bis zum 20. Juli 1921. Vom Juli 1921 bis zum 13. Juli 1922 war er in Moskau der 2. Assistent des Leiters der militärischen Konterspionage der Tscheka – GPU. Fast gleichzeitig war er vom 20. Juli 1921 bis zum 13. Juli 1922 Assistent des Leiters, Michail Trilisser, der INO, die später als die 1. Hauptverwaltung der Tscheka – GPU bekannt wurde.
Danach bis zum 7. Dezember 1925 bekleidete er die Stellung als Stellvertretender Leiters der Konterspionage-Abteilung (КРО) unter der Leitung von Artur Artusow (Artur Frautschi). In dieser Zeit wurden zwei Geheimdienstoperationen, getarnt als fiktive anti-bolschewistische bzw. monarchistische Untergrundorganisationen der Weißen Bewegung innerhalb der UdSSR, geführt, die Boris Sawinkow (Syndicat-2) und Sidney Reilly (Trest) in die Sowjetunion gelockt haben, wobei sie dann verhaftet, verhört und umgebracht bzw. hingerichtet wurden. In diesem Zusammenhang wurde Pilar am 5. September 1924 mit dem Rotbannerorden ausgezeichnet.
Nach dem Ende dieser Geheimdienstoperationen, wurde Pilar nach Weißrussland versetzt. Dort war er bis zum Januar 1930 der bevollmächtigte Vertreter der OGPU in Weißrussland (Minsk), verantwortlich für den Weißrussischen Militärbezirk und OGPU-Vorsitzender der Weißrussischen Sowjetrepublik. Dem folgte ein Einsatz als bevollmächtigter Vertreter der OGPU im Nordkaukasus (Pjatigorsk) von Januar 1930 bis November 1932.
Es folgte dann ein weiterer Einsatz als bevollmächtigter Vertreter der OGPU im sowjetischen Mittelasien beziehungsweise Leiter der NKWD-Verwaltung Sowjetisch-Mittelasiens in Taschkent (Usbekistan). Der Einsatz in Mittelasien endete am 4. November 1934. Ab 10. Dezember 1934 bis zum 16. Mai 1937 war er Leiter der NKWD-Verwaltung des Saratower Gebiets bzw. Region. Am 26. November 1935 wurde er zum Kommissar der Staatssicherheit 2. Ranges ernannt.

### Großer Terror und Hinrichtung
Er wurde beschuldigt, als Mitglied einer polnischen Militärorganisation anzugehören und Spionage zu deren Gunsten gegen die UdSSR betrieben zu haben. In seinen Personalakten wurde er als ethnischer Pole vermerkt. So wurde er am 16. Mai 1937 im Laufe der Säuberungen des Großen Terrors, die gezielt auf ethnische Minderheiten, wie z. B. die Polnische Operation, die in den Reihen der sowjetischen Sicherheitsorgane tätig waren, verhaftet und am 2. September 1937 in Kommunarka im Moskauer Oblast hingerichtet.
Am 4. Juli 1957 wurde er rehabilitiert.

## Frau und Söhne
Er war mit Tatjana Alekseewna Baranowa (24. Januar 1903 – 13. Januar 1993) verheiratet. Sie wurde als Volksfeind mit den Söhnen nach Busluk / Orenburg geschickt und kehrte 1959 nach Moskau zurück. Der Sohn Wiktor (1927 – 1944) starb in einem Unfall. Der Sohn Marat wurde am 15. Oktober 1931 geboren.

## Orden und Ehrenzeichen
- 1922 Ehrenarbeiter der Tscheka – GPU (V) Nr. 55
- 1924 Rotbannerorden
- 1932 Ehrenarbeiter der Tscheka – GPU (XV)